# Boulder Dash
Boulder Dash ist ein Computerspiel von Peter Liepa und Chris Gray. Es wurde 1984 für Ataris 8-Bit-Heimcomputer 400, 800 und XL vom US-amerikanischen Herausgeber First Star Software veröffentlicht. Nur wenig später waren auch Portierungen für fast alle anderen zeitgenössischen Heimcomputersysteme und als Arcade-Spiel erhältlich. Ab 1990 kam eine Vielzahl an lizenzierten Umsetzungen auch für modernere Computersysteme und Spielkonsolen hinzu.
Das Spiel entwickelte sich binnen kurzer Zeit zu einem großen Verkaufserfolg und gilt als Klassiker der Videospielgeschichte. Neben den von First Star Software autorisierten Nachfolgern existiert eine große Anzahl an inoffiziellen Nachahmungen (Klone) und Weiterentwicklungen.

## Spielprinzip

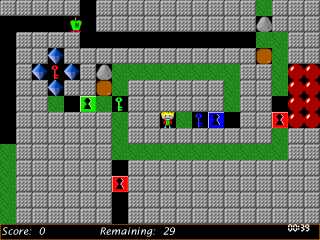
Bildschirmgeschehen von „Epiphany“, einer freien Boulder-Dash-Variante mit zusätzlichen Spielelementen

Das Spielgeschehen findet in einer mit Erde, Felsbrocken und Diamanten gefüllten Höhle statt. Diese wird – stark abstrahiert und auch nur ausschnittweise – im Seitenschnitt auf dem Bildschirm dargestellt. Ziel ist es, darin eine vorgegebene Anzahl von Diamanten einzusammeln und den Ausgang zu finden. Dazu muss sich die vom Spieler zu steuernde Figur Rockford durch die Erde graben, um beispielsweise die Positionen der Diamanten zu erreichen. Wird dabei die Grenze des gezeigten Ausschnitts erreicht, erfolgt eine Verschiebung desselben, bis wiederum dessen Grenze erreicht wird usw. usf. bis hin zu den äußeren Grenzen der Höhle.
Erschwert wird das Graben durch undurchdringliche Felsbrocken, die wie Diamanten auch in unmittelbar darunter angrenzende Grabengänge fallen und die Spielfigur erschlagen können. Beim Herabfallen sind Lawinenbildungen möglich, wenn die Unterhöhlungen groß genug sind und sich viele aneinanderliegende Felsbrocken und Diamanten darüber befinden. Ein fallender Felsbrocken beziehungsweise ein lawinenartiger Steinschlag kann zum Versperren eines vormalig passierbaren Weges führen. Das Einsammeln verbleibender Diamanten oder das Erreichen des Ausgangs ist dann unter Umständen nicht mehr möglich und das Spiel beendet. Das gezielte Untergraben eines Felsbrockens und dadurch verursachte Steinschläge können aber auch zur Freilegung vormals blockierter Wege oder von Steinen umschlossener Diamanten genutzt werden.
Weitere Beeinflussungen der Spielumgebung sind durch horizontales Verschieben der Felsbrocken in Grabengängen und eine weitere Form des Grabens durch die Spielfigur möglich. Die immer anspruchsvoller werdenden insgesamt 20 Höhlen (vier Bonushöhlen eingeschlossen) verfügen über bis zu zwölf verschiedene Spielelemente. Dazu zählen beispielsweise auch sich bewegende Monster, die durch herabfallende Felsbrocken getroffen werden müssen, um sie in Diamanten zu verwandeln. Die Durchquerung jeder der Höhlen erfordert daher eine spezielle Herangehensweise, die zudem innerhalb einer vorgegebenen Zeit zu absolvieren ist. Dem vorausschauenden Graben der Gänge und damit dem puzzleartigen Verschieben von Objekten kommt neben geschickten Ausweichmanövern der Spielfigur dabei die entscheidende Bedeutung zu.
Vor dem Start eines Spiels können zudem verschiedene Schwierigkeitsstufen (Level) angewählt werden. Mit zunehmendem Level werden die Bewegungen aller mobilen Elemente schneller, was seitens des Spielers eine kürzere Reaktionszeit erfordert.

## Geschichte und Entwicklung
Anfang der 1980er-Jahre beauftragte der Spielehersteller In-Home Software Peter Liepa mit der programmtechnischen Verbesserung eines in BASIC geschriebenen Spiels von Chris Gray. Liepa erweiterte das Spiel dabei um zusätzliche Mechaniken, die im Arcade-Vorbild The Pit nicht enthalten waren. Innerhalb von sechs Monaten entstand so ein von Grays Entwurf weitestgehend unabhängiges Spiel. Grafiken und Toneffekte wurden ebenfalls von Liepa erstellt, so dass der schöpferische Anteil Liepas am Spiel deutlich überwog. Liepas Aussagen zufolge beschränkte sich Grays Beitrag lediglich auf Kleinigkeiten wie etwa das Aussehen des Startbildschirms.
Kurz vor Fertigstellung des Spiels entschied sich Liepa, einen anderen als den ursprünglich vorgesehenen kanadischen Herausgeber In-Home Software für den Vertrieb zu gewinnen. Nach sechsmonatiger Suche fiel seine Wahl auf den US-amerikanischen Publisher First Star Software. Auf dessen Drängen hin fügte Liepa in das zu etwa 90 Prozent fertiggestellte Spiel Bonusmaterial ein und besserte verschiedene Details nach. Danach überführte er das bis dahin nur in Forth vorliegende Programm vollständig in Maschinensprache für Ataris 8-Bit-Heimcomputer. Das Spiel erschien dann im Sommer 1984 zunächst nur für Atari 400, 800 und die XL-Reihe. Der Name Boulder Dash geht dabei auf Boulder (englisch für Felsbrocken) und balderdash (englisch für Unsinn, Mumpitz, Quatsch) zurück.
Ende des Jahres erschienen Portierungen für viele andere zeitgenössische Heimcomputersysteme, darunter Exoten wie der japanische PC-88 von NEC.
Bis auf die Version für den IBM PCjr waren Liepa und Gray an deren Umsetzung jedoch nicht beteiligt. Parallel dazu arbeitete First Star Software zusammen mit Liepa bereits am offiziellen Nachfolger Boulder Dash 2. Im zweiten Quartal 1985 erfolgte die Eintragung des Begriffs Boulder Dash als geschütztes Warenzeichen (englisch registered trademark). Nach Boulder Dash II: Rockford's Revenge folgten noch zwei weitere offizielle Teile: Das 1986 erschienene Boulder Dash III wurde von einem anderen Programmierteam mit Hilfe der Engine des ersten Teils erstellt. Teil 4, Boulder Dash: Construction Kit, erschien ebenfalls 1986 und enthielt neben neuen Leveln einen Editor zur Erstellung eigener Level.
Im Juli 2017 wurden die Rechte an Boulder Dash von First Star Software auf die deutsche Firma BBG Entertainment übertragen.

### Versionen
| Plattform     | Land/Region            | Jahr | Publisher                      |
| ------------- | ---------------------- | ---- | ------------------------------ |
| Atari 8-Bit   | Vereinigtes Königreich | 1985 | Mirrorsoft                     |
| Atari 8-Bit   | Deutschland            | 1986 | The Games                      |
| BBC Micro     | weltweit               | 1988 | Tynesoft                       |
| Commodore 64  | Vereinigte Staaten     | 1984 | First Star Software (Kassette) |
| Commodore 64  | Vereinigte Staaten     | 1984 | Micro Fun (Diskette)           |
| Commodore 64  | Vereinigtes Königreich | 1984 | State Soft                     |
| MSX           | weltweit               | 1985 | Orpheus                        |
| PC Booter     | weltweit               | 1984 | First Star Software            |
| Schneider CPC | weltweit               | 1985 | Mirrorsoft                     |

## Rezeption
Das deutsche Computermagazin Happy Computer bezeichnete Boulder Dash als „Spiele-Droge“, die auf den ersten Blick harmlos daherkomme, den Spieler aber nach kurzer Zeit nicht mehr loslasse. Redakteur Heinrich Lenhardt lobte, dass man „bei fast jedem Bild nachdenken und sich eine Strategie zurechtlegen“ müsse, wobei man oft „nur auf ungewöhnliche Weise zum Erfolg“ kommen würde. Das Spiel sei in Summe ein „garantierter Süchtig-Macher“. Die deutsche ASM kritisierte das Spielprinzip als unoriginell und wenig interessant, stellte aber ebenfalls ein gewisses Suchtpotenzial fest und stellte die These auf, dass Boulder Dash „einen willkommenen Kontrapunkt zu Spielen (bildet), die hohe Anforderungen an Konzentration, Technik (und) Schnelligkeit (...) stellen“. Diese Beschreibung entspricht grob der Definition des Genres Casual Game, das sich als Genre erst mit der Verbreitung des Internets in den 1990er-Jahren herausbildete. Über die Atari-8-bit-Version des Spiels urteilte die ASM, Boulder Dash stelle ein „Spitzenprodukt“ dar, das eine „gute Weiterentwicklung der zahlreichen Vorgänger“ darstelle. Die Grafik sei zudem vom Feinsten und Sound, Spielwitz und Unterhaltungswert seien ausgezeichnet.